# Naturschutzgebiet Überanger Mark
Das Naturschutzgebiet Überanger Mark mit der Schlüsselnummer D-011 liegt auf dem Gebiet der kreisfreien Stadt Düsseldorf in Nordrhein-Westfalen.
Das Gebiet erstreckt sich nördlich der Kernstadt von Düsseldorf, östlich von Angermund und südwestlich von Lintorf. Nördlich des Gebietes verläuft die Landesstraße L 139 und am südöstlichen Rand die A 52.

## Beschreibung
Das 303 Hektar große Gebiet liegt im Nordosten der Stadt und umfasst die Waldflächen der Heltorfer Mark und der Überanger Mark.

„Der Wald der Überanger Mark, der sich entlang des Angermunder Baggersees und des Stadtteils Angermund erstreckt, ist mit seinen alten Hainbuchen, Ulmen, Eschen und Weißdorn nach der Fauna-Flora-Habitat-Richtlinie der EU als besonders schützenswerter Naturraum ausgewählt worden. Ziel ist es, dieses charakteristische und intakte Ökosystem als Naturschutzgebiet zu erhalten und zu pflegen. Deshalb wurde die Überanger Mark 2002 durch die Bezirksregierung vorläufig als Naturschutzgebiet sichergestellt.
Der Wald im Norden ist durch alte zum Teil naturnahe Stieleichen-Hainbuchenwälder geprägt. Aufgrund dieser Besonderheit hat das Land NRW bereits 1986 dort eine 14 Hektar große Naturwaldzelle ausgewiesen, in der die natürliche Entwicklung des Waldes über Jahrzehnte hinweg beobachtet und dokumentiert wird. Die Förster greifen dort lediglich ein, wenn die Verkehrssicherheit gefährdet ist. Dadurch ist die ungestörte Entwicklung des Bodens, der wild lebenden Pflanzen und Tiere sowie die natürliche Regeneration des Waldes zu gewährleisten.
Die Wälder im Naturschutzgebiet besitzen in der Regel eine für sie typische und charakteristische, gut entwickelte Krautschicht. Bemerkenswert ist das Vorkommen der gefährdeten Arten Königsfarn, Mittelspecht, Mäusebussard und Habicht. Des Weiteren besiedelt der für das Stadtgebiet von Düsseldorf seltene Dachs die Wälder.“

Die Naturwaldzelle 58 Überanger Mark liegt nordöstlich des Forsthauses Schall am westlichen Rand des Naturschutzgebietes.

## Bedeutung
Im Bereich des Naturschutzgebietes „Rotthäuser Bachtal“ kommen folgende FFH-Lebensräume vor:
- Hainsimsen-Buchenwald,
- Waldmeister-Buchenwald und
- Stieleichen-Hainbuchenwald.

Das Gebiet hat darüber hinaus im Gebietsnetz
Natura 2000 Bedeutung zur Förderung des
- Mittelspecht als Anhang I-Art der Vogelschutzrichtlinie.[5]

Ein Teil des Ratinger Naturschutzgebietes Überanger Mark – Hinkesforst (Kennung ME-047) im Kreis Mettmann ist in die 327 ha große FFH-Fläche „Überanger Mark“ einbezogen worden.

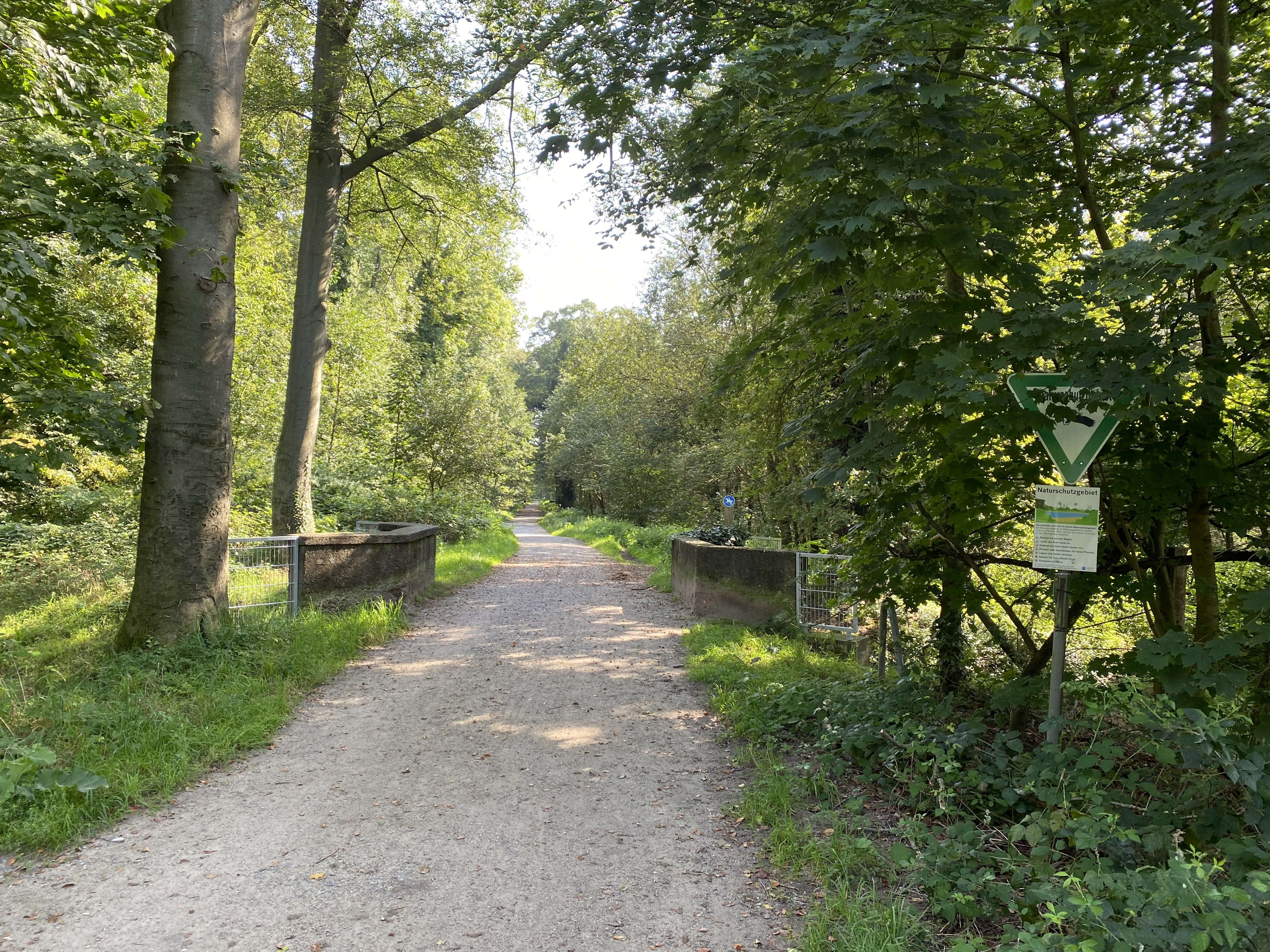
westl. Zugang am Rahmer Bach Nähe Katharinenkloster
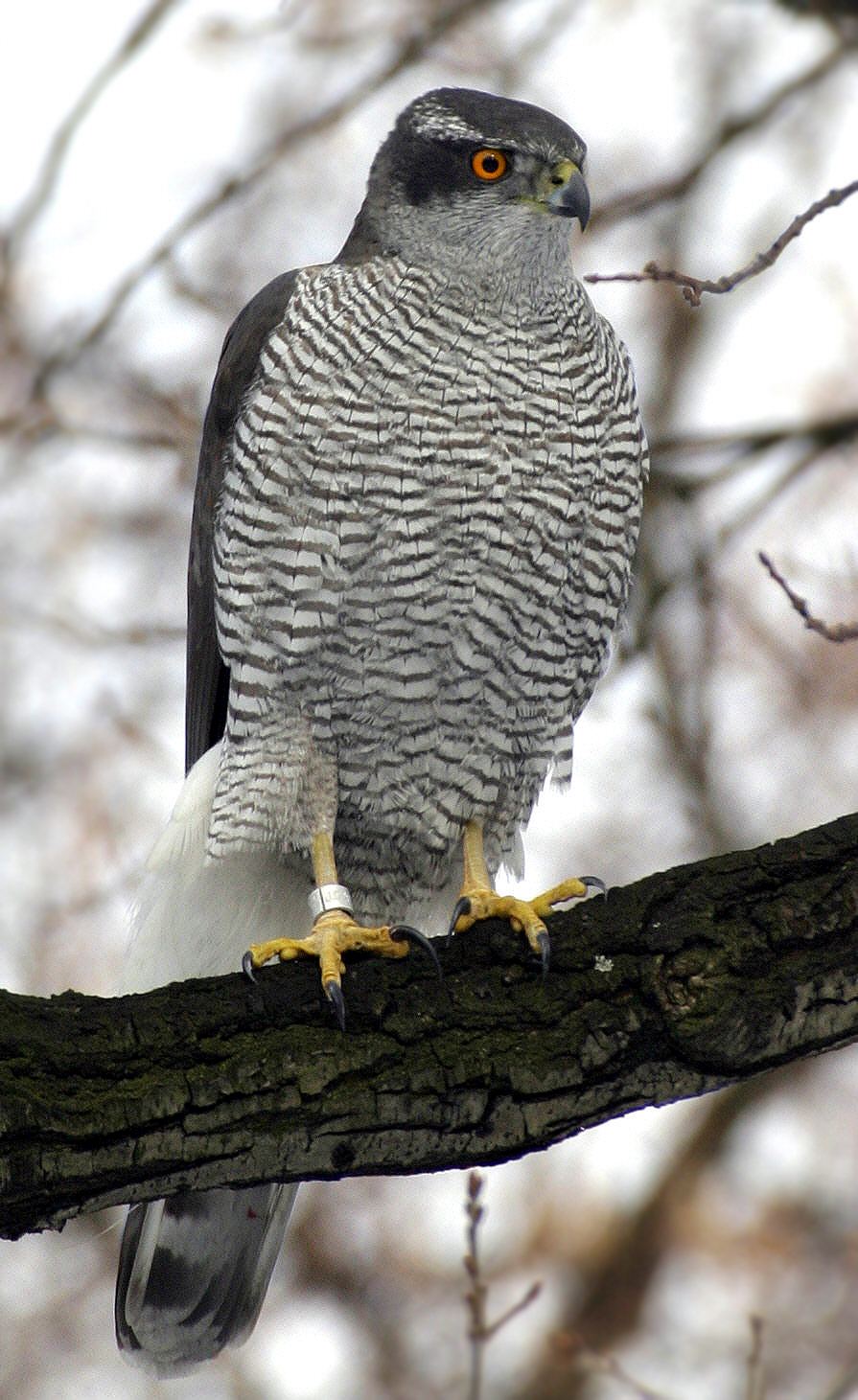
Habicht – spezialisiert auf die Jagd im Wald
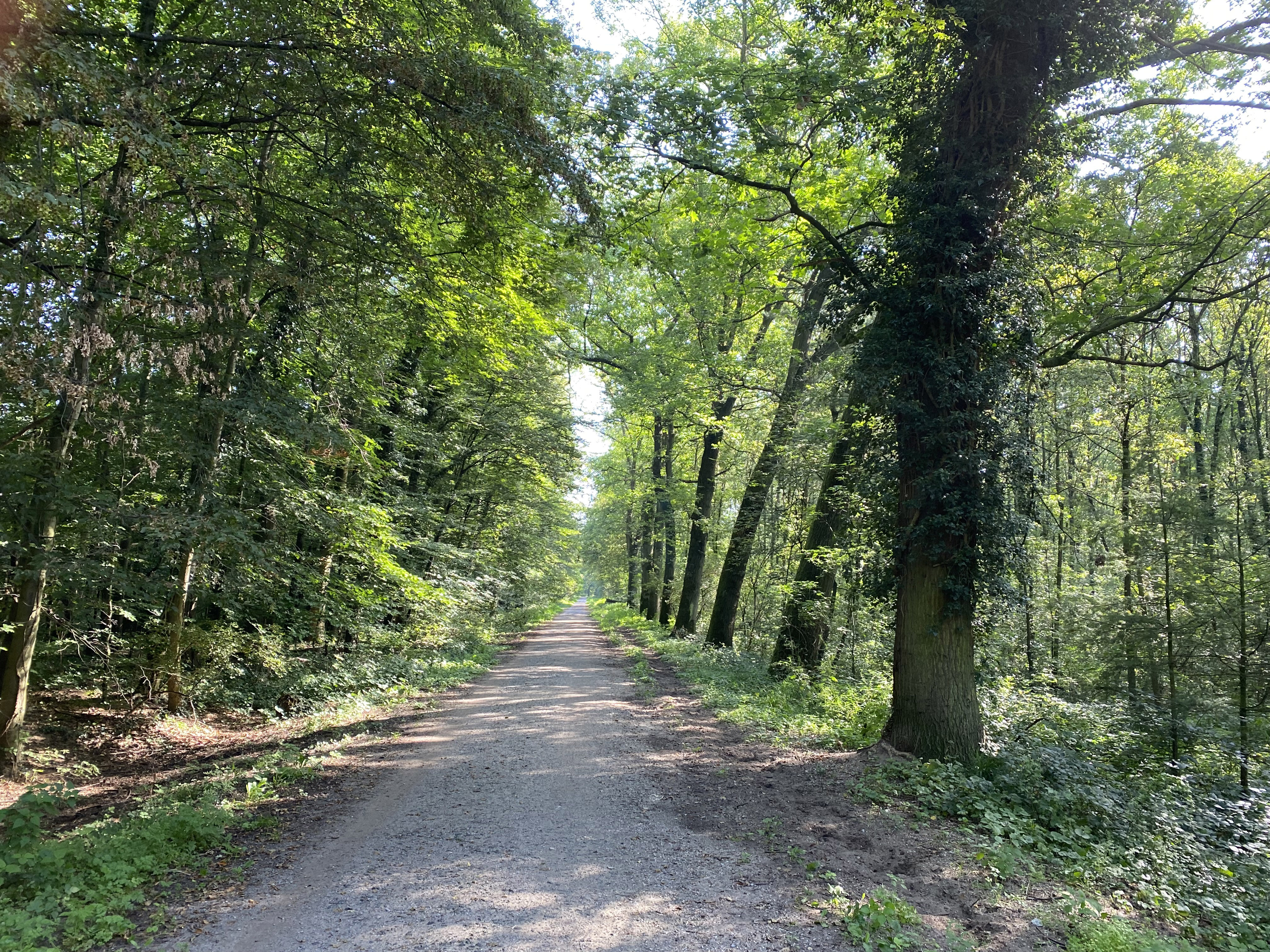
Geradliniger Forstweg im NSG
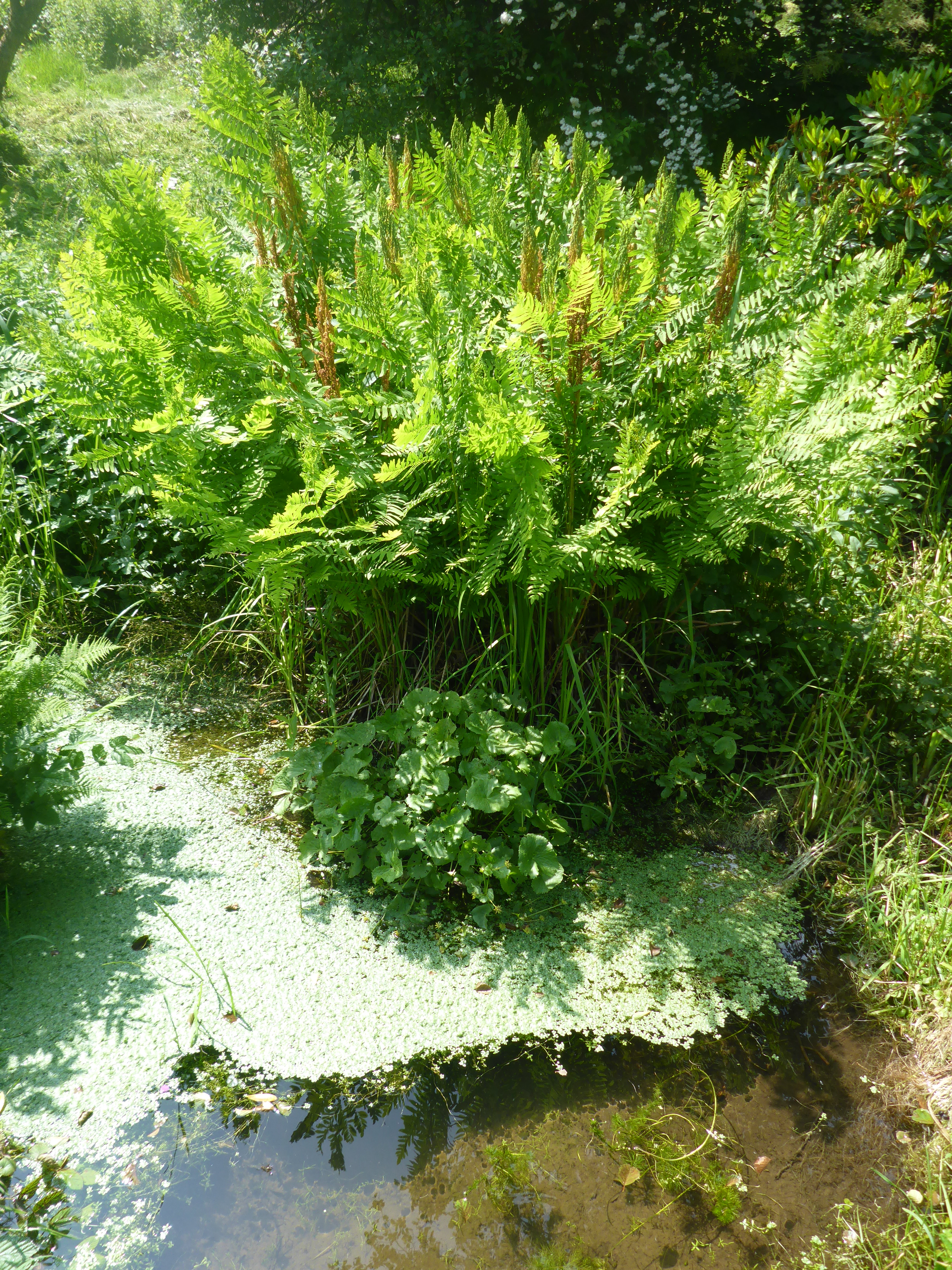
Königsfarn
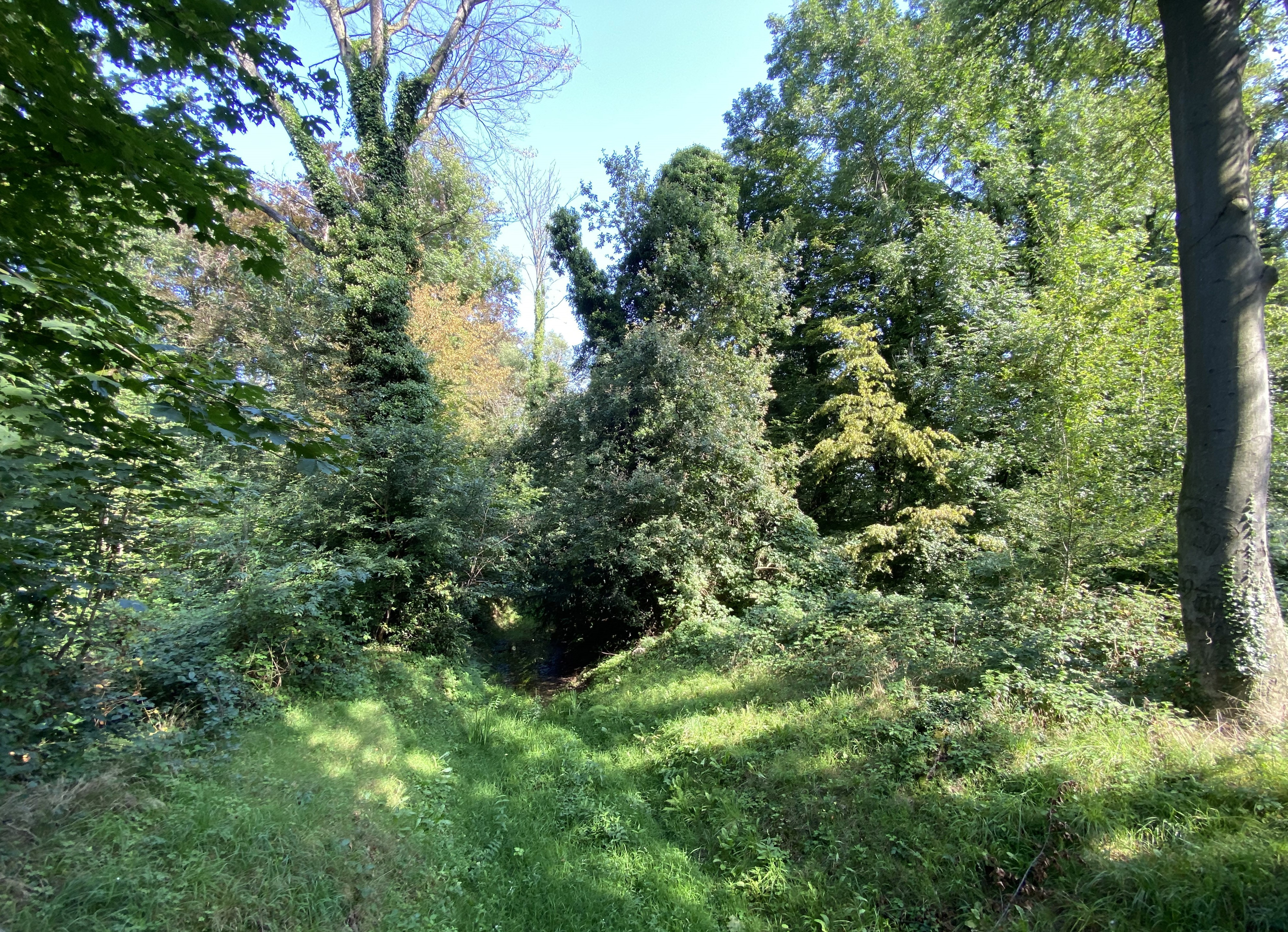
Trockengefallener Graben – Efeu überwuchert Bäume
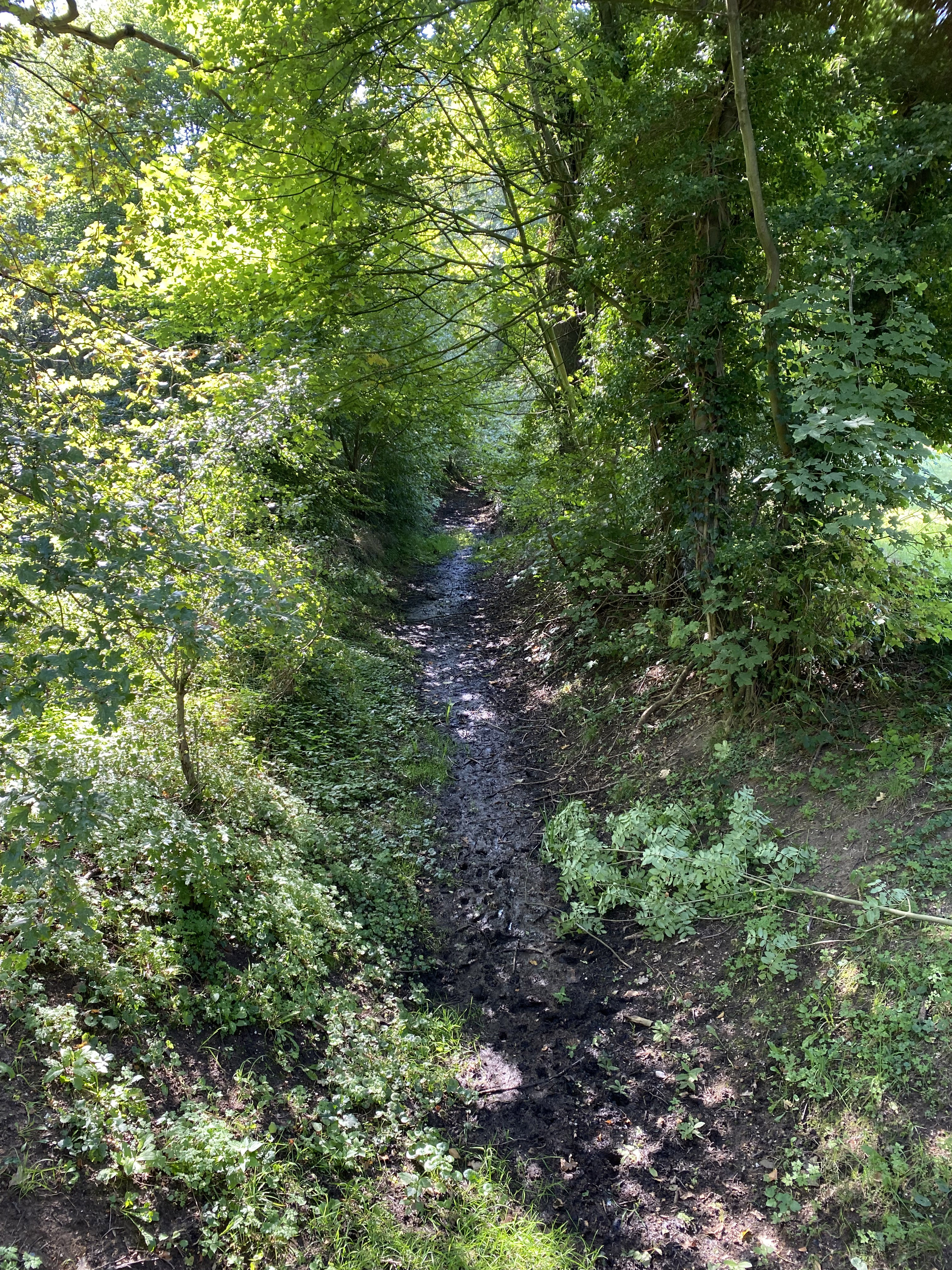
Feuchte Gräben durchziehen das NSG
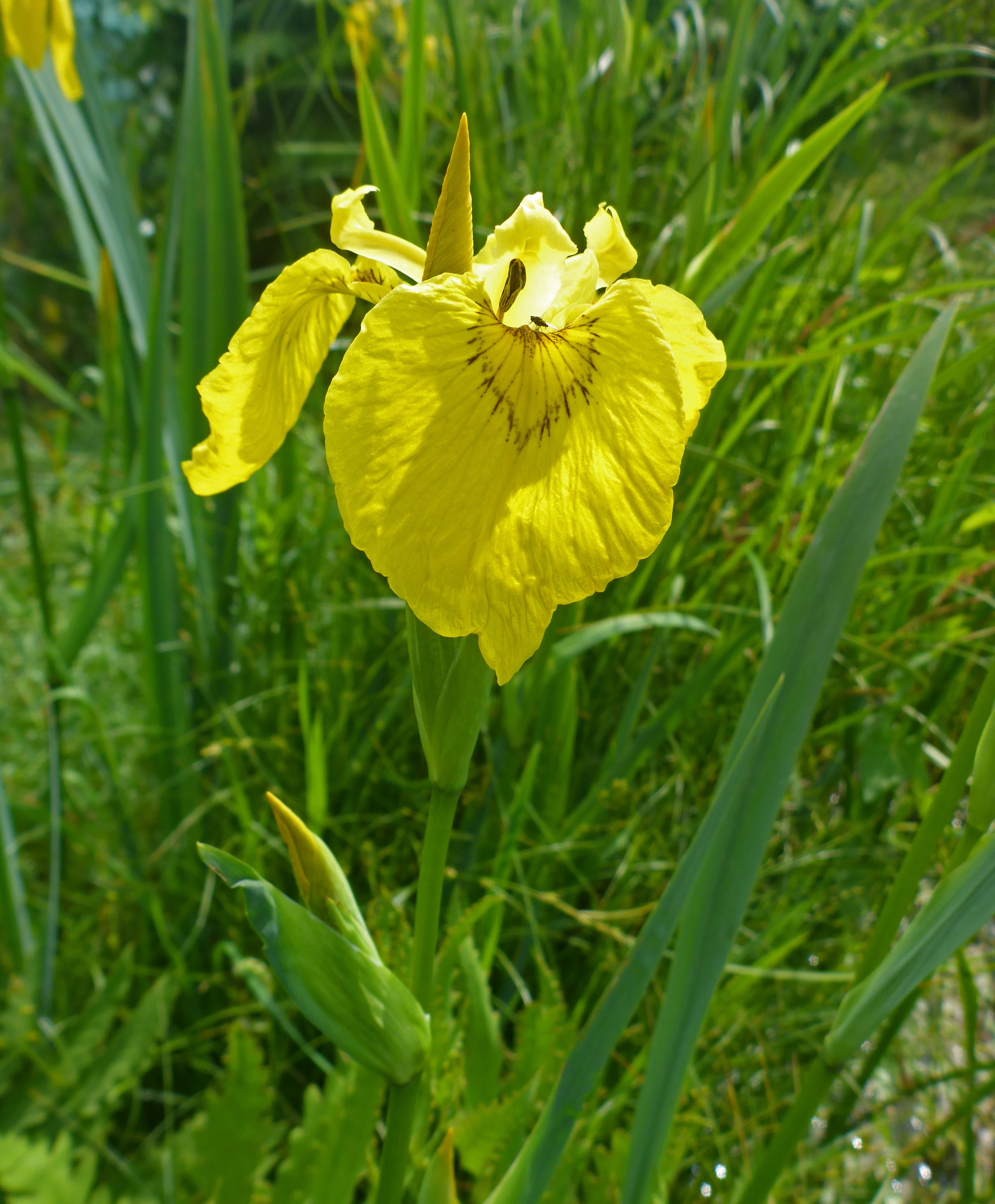
Sumpf-Schwertlilie
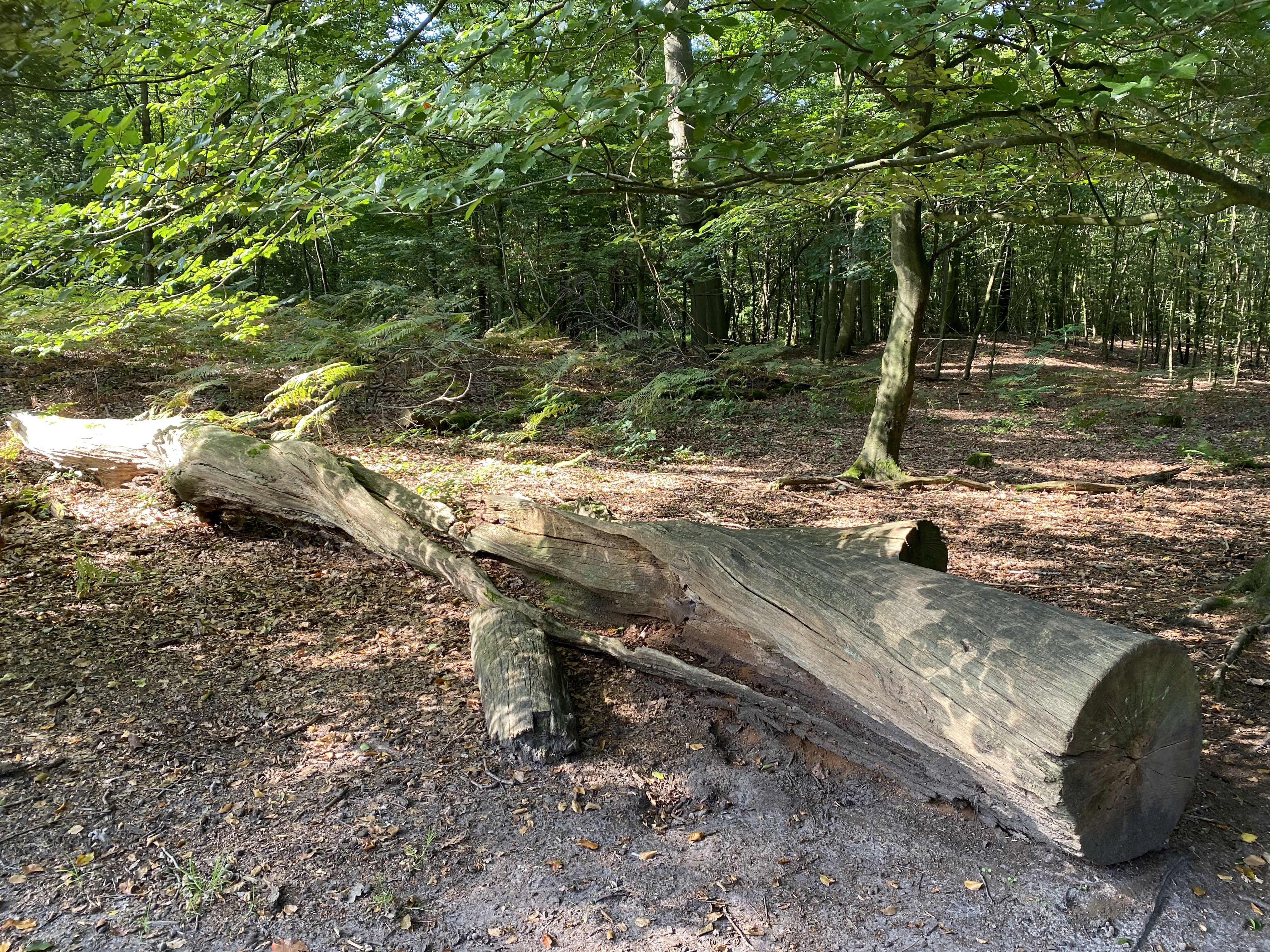
Totholz im NSG
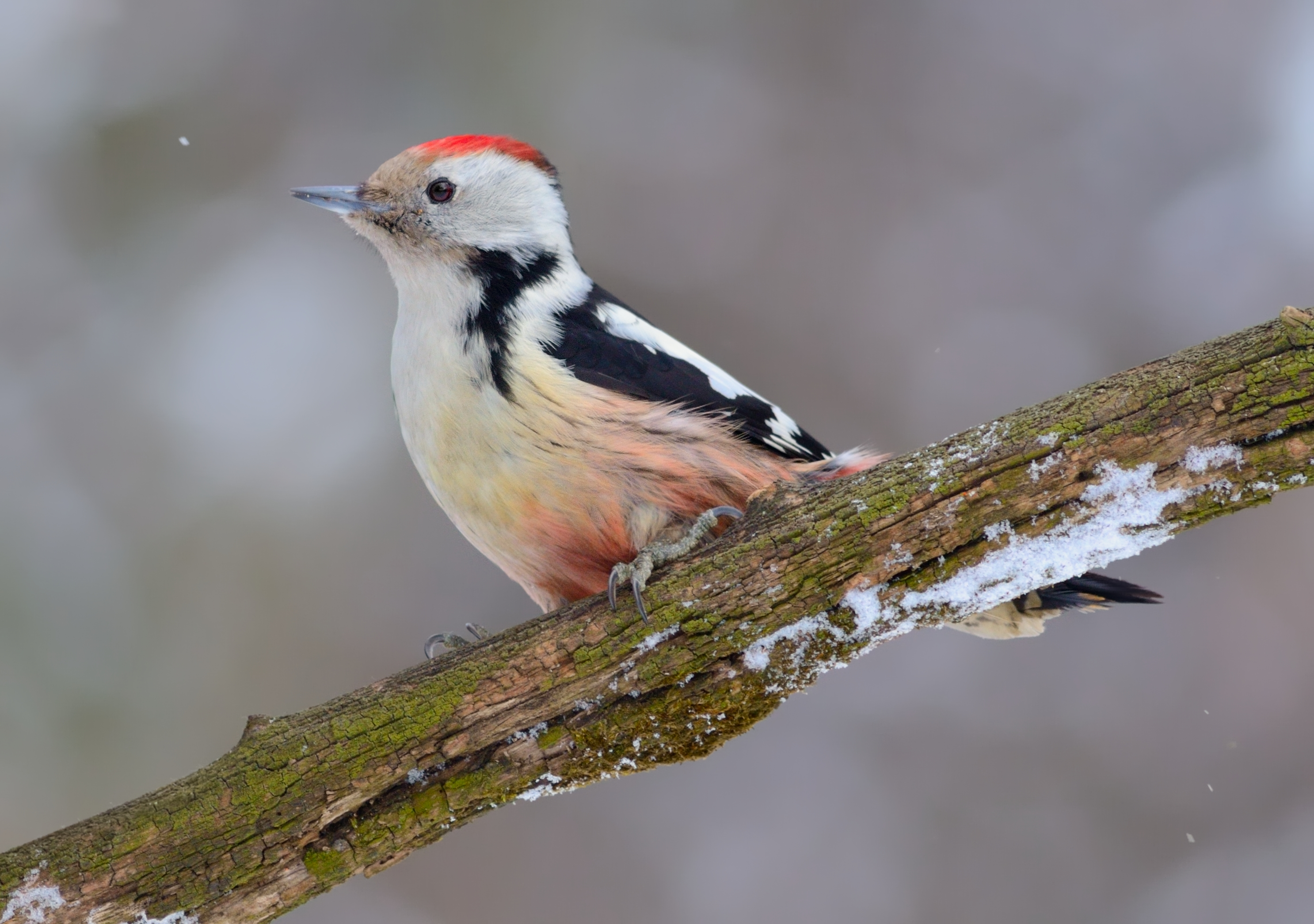
Mittelspecht
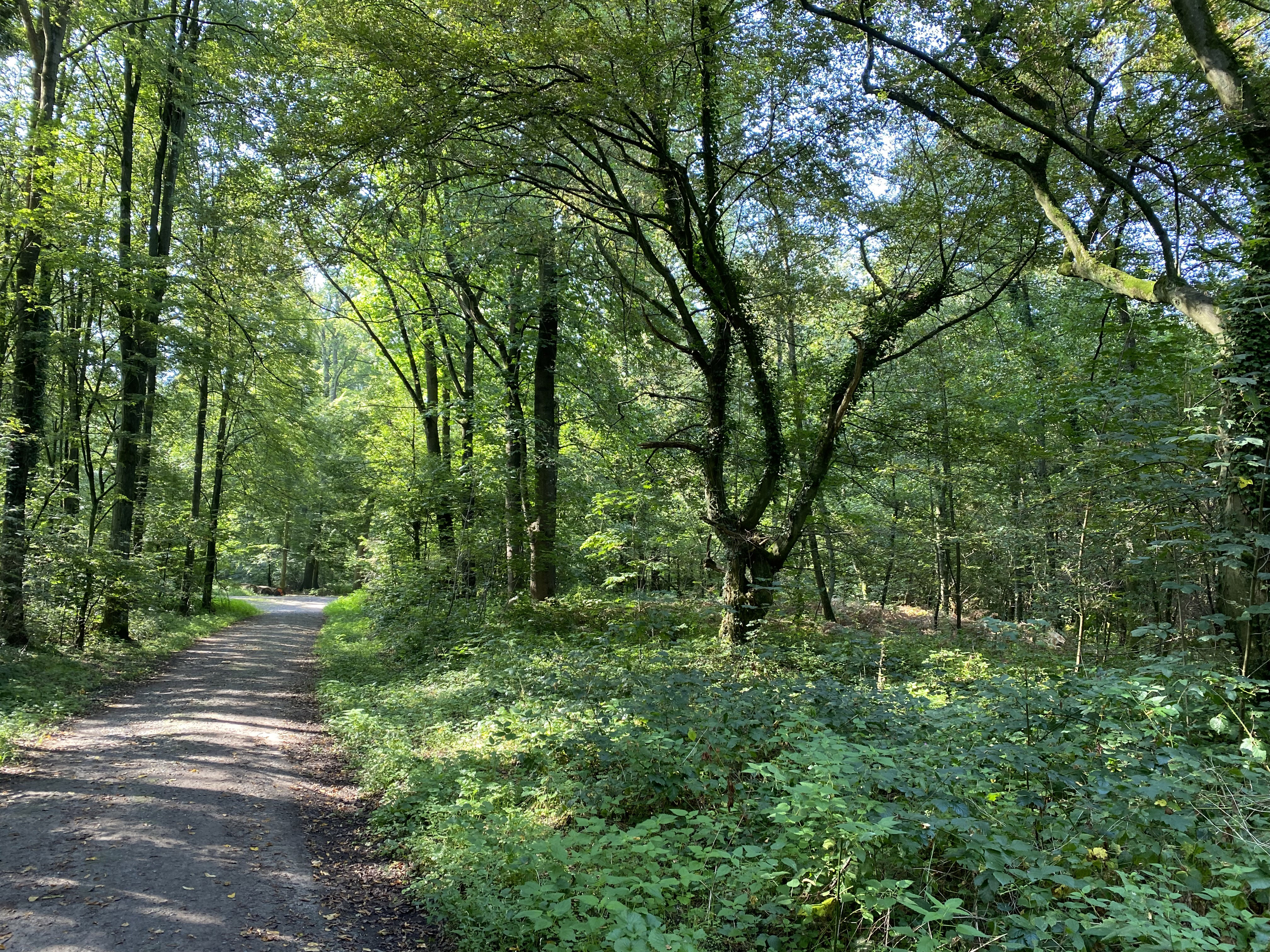
Laubwald im NSG